# Димарка
Дима́рка — село в Україні, у Іванківській селищній громаді Вишгородського району Київської області. Населення становить 73 осіб.
З кінця лютого до 1 квітня 2022 року село було окуповане російськими військами.

## Постаті
- Микитенко Тамара Михайлівна (* 1945) — українська педагогиня, відмінник народної освіти УРСР, відмінник освіти СРСР, заслужений працівник освіти України.
- Бурлака Юрій Валерійович (26.03.1986) — заступник директора Українського гідрометеорологічного центру ДСНС України.

## Географія
На південному заході від села річка Щекоча впадає у Вересню, праву притоку Ужа.

## Історія
7 (20) листопада 1917 року, відповідно до Третього Універсалу Української Центральної Ради, увійшло до складу Української Народної Республіки.
До 2020 року у складі Димарської сільської ради, (до 2009 року її адміністративний центр).
12 червня 2020 року, відповідно до розпорядження Кабінету Міністрів України № 715-р «Про визначення адміністративних центрів та затвердження територій територіальних громад Київської області», увійшло до складу Іванківської селищної територіальної громади.
19 липня 2020 року, в результаті адміністративно-територіальної реформи та ліквідації Іванківського району, село увійшло до складу новоутвореного Вишгородського району.